# Sumas (Washington)
Sumas es una ciudad ubicada en el condado de Whatcom en el estado estadounidense de Washington. En el año 2000 tenía una población de 960 habitantes y una densidad poblacional de 265,4 personas por km².

## Geografía
Sumas se encuentra ubicada en las coordenadas 48°59′50″N 122°15′56″O / 48.99722, -122.26556.

## Demografía
Según la Oficina del Censo en 2000 los ingresos medios por hogar en la localidad eran de $29.297, y los ingresos medios por familia eran $36.250. Los hombres tenían unos ingresos medios de $30.227 frente a los $20.268 para las mujeres. La renta per cápita para la localidad era de $13.497. Alrededor del 18,0% de la población estaban por debajo del umbral de pobreza.